# Noblella coloma
Espèce
Statut de conservation UICN

 DD  : Données insuffisantes
Noblella coloma est une espèce d'amphibiens de la famille des Craugastoridae.

## Répartition
Cette espèce est endémique de la province de Pichincha en Équateur. Elle se rencontre entre 1 800 et 2 000 m d'altitude sur le versant Ouest de la cordillère Occidentale.

## Description
Le mâle holotype mesure 14,55 mm et la femelle paratype 16,03 mm.

## Étymologie
Cette espèce est nommée en l'honneur de Luis Aurelio Coloma.

## Publication originale
- Guayasamin & Terán-Valdez, 2009 : A new species of Noblella (Amphibia: Strabomantidae) from the western slopes of the Andes of Ecuador. Zootaxa, no 2161, p. 47-59 (texte intégral).